# Children of the Dark Waters
Albums de Eternal Tears of Sorrow
Before the Bleeding Sun
(2006)
Children of the Dark Waters est le sixième album studio du groupe de death metal mélodique finlandais Eternal Tears of Sorrow. L'album est sorti le 22 mai 2009 sous le label Massacre Records.
Cet album reprend le concept du mélange entre le death metal mélodique et le metal symphonique de son prédécesseur, Before the Bleeding Sun.
Le titre Angelheart, Ravenheart (Act II) est la suite du titre portant ce nom se trouvant dans leur album provenant de leur album Before the Bleeding Sun.
Le titre Tears of Autumn Rain a été extrait en single. Il est sorti le 18 février en Finlande.
L'album a atteint la 19e position aux Finnish Albums Chart.

## Musiciens
- Altti Veteläinen – chant, basse
- Jarmo Kylmänen – voix claires
- Jarmo Puolakanaho – guitare
- Risto Ruuth – guitare
- Petri Sankala – batterie (sur les titres 2, 3, 6 et 11)
- Juho Raappana – batterie
- Janne Tolsa – claviers

Le batteur Petri Sankala ayant quitté le groupe pendant l'enregistrement de l'album, les autres membres ont recruté Juho Raappana pour qu'il termine les parties à la batterie.

### Musiciens de session
- Miriam Elisabeth Renvåg – chant féminin
- Heidi Parviainen – chant féminin

## Liste des morceaux
1. Angelheart, Ravenheart (Act II) – 6:00
2. Baptized By the Blood of Angels – 4:21
3. Tears of Autumn Rain – 4:18
4. Summon the Wild – 4:28
5. Sea of Whispers – 4:14
6. Midnight Bird – 4:47
7. Diary of Demonic Dreams – 4:25
8. When the Darkest Night Falls – 2:32
9. Nocturne Thule – 5:16